# 華頤：吞噬怪物的孩子
是一部2013年上映的韓國電影，講述被5名罪犯撫養長大的少年華頤得知自己身世後，對父親們產生矛盾和報復之心的故事。

## 演員陣容

### 主要人物
- 金倫奭：尹皙泰（罪犯首領）
  - 張成範：年輕的尹皙泰，在聖地育幼院照片中及回憶片段中。
- 呂珍九：華頤（原名：任勤永）
  - 鄭允錫：10歲的華頤
- 趙震雄：尹奇汰，有口吃、疼愛華頤。
- 張鉉誠：李真成
- 金成均：東凡，性格狂妄。
- 朴海俊：范修

### 其他人物
- 南志鉉：有京（華頤的初戀）
- 柳演錫：朴智元，陳社長的部下。
- 禹正国：盲人按摩师
- 林志恩：張英珠
- 金永敏：崔正民，廣域搜查隊刑警，具觀察力。
- 徐永嬅：金善子，華頤的生母。
- 朴真宇：张警官
- 韩哲宇：金警官
- 宋江国：交通管制的警察
- 韩利进：交通管制的警察
- 李準赫：再开发园区的警察
- 朴成俊：不良学生
- 郑道元：工程工人
- 張仁燮：新来的警察
- 朴慶惠：坡州务农协会职员
- 閔英：坡州医院护士
- 权恩秀：坡州医院护士
- 李瑜美：有京的朋友
- 韓周完：全会长的随行人员
- 成道贤：石灰工厂支援的黑社会成员
- 严志满：3号线警察

### 特別出演
- 李璟榮：任亨澤，華頤的生父。
- 文盛瑾：全会长
- 朴埇佑：昌浩

## 獲獎
- 2013年第34屆青龍電影獎
  - 男新人獎：呂珍九
  - 配樂獎
- 2013年第33屆韓國電影評論家協會獎
  - 男新人獎：呂珍九
- 2014年第5屆年度電影獎[4]
  - 男新人獎：呂珍九
- 2014年第14屆導演剪輯獎
  - 男新人獎：呂珍九

## 外部連結
- NAVER電影 （页面存档备份，存于）
- 互联网电影数据库（IMDb）上《魔童殺手》的资料（英文）